# PGA Tour Champions
O PGA Tour Champions (lit. Campeões do Circuito PGA) é uma série estadunidense de torneios para jogadores profissionais de golfe com mais de cinquenta anos que é supervisionada pelo PGA Tour e realiza aproximadamente trinta torneios anualmente entre os Estados Unidos, a Inglaterra, o Canadá, a República Dominicana e a Coreia do Sul. Muitos profissionais que venceram várias competições do PGA Tour seguem para o PGA Tour Champions.
Na temporada de 2007, todos os torneios, exceto o Aberto Britânico Sênior, aconteceram nos Estados Unidos. O prêmio em dinheiro garantido totalizou 54,1 milhões de dólares estadunidenses, o que representa cerca de vinte por cento do prêmio em dinheiro distribuído no PGA Tour e aproximadamente o mesmo que o do circuito feminino, o LPGA Tour. Para 2008, um torneio adicional foi incluído na República Dominicana, o prêmio garantido aos então vinte e nove torneios foi de 55,2 milhões de dólares estadunidenses.
Em 2014, houve vinte e seis torneios com um total de 51,7 milhões de dólares estadunidenses em prêmios, além de dois torneios no Canadá e o Aberto Britânico Sênior nos Estados Unidos.
A maioria dos torneios é disputada em três dias, com 54 buracos, um dia a menos do que nas partidas tradicionais dos jogadores profissionais. Portanto, geralmente não há cut. Os cinco principais campeonatos seniores, no entanto, duram mais de quatro rodadas, o que dá aos jogadores uma chance maior de vencer. Além disso, os participantes estão autorizados a usar um carrinho de golfe na maioria dos torneios, com exceção de majors seniores e alguns outros torneios, como profissionais-amadores. Isso é estritamente proibido em torneios profissionais cotidianos.